# Abricotier
Prunus armeniaca
Pour les articles homonymes, voir Abricotier (homonymie).
Espèce

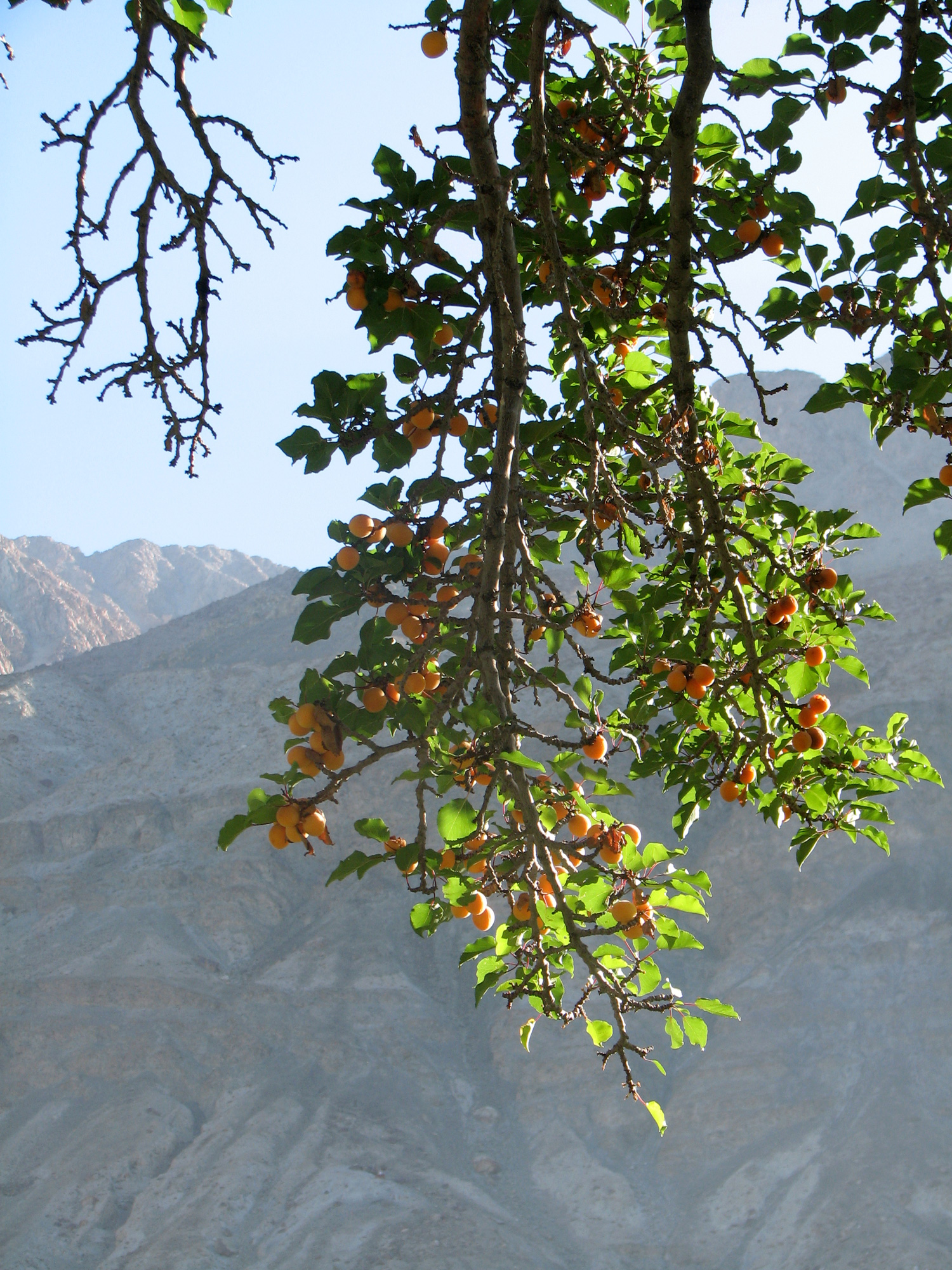
Abricotier, dans la vallée de la Noubra, dans le Ladakh en Inde.

L’Abricotier, parfois appelé commun (Prunus armeniaca), est une espèce de plantes à fleurs du genre Prunus de la famille des Rosaceae. C'est un arbre fruitier cultivé pour son fruit, l'abricot.
- Armeniaca ansu (Maxim.) Kostina [≡ Prunus armeniaca var. ansu]
- Armeniaca vulgaris Lam. [= Prunus armeniaca var. armeniaca]
- Prunus ansu (Maxim.) Kom. [≡ Prunus armeniaca var. ansu].

## Origine
L'abricot est un fruit à noyau du genre Prunus originaire des montagnes de l'Iran oriental, du Turkestan et du nord-ouest de l'Inde où il se trouve encore.
Des abricotiers sauvages poussent dans la chaîne de montagnes des Tian shan, d'Asie centrale (Kirghizstan et Xinjiang en Chine) et dans diverses régions de Chine (Gansu, Hebei, Henan, Jiangsu, Liaoning, Nei Mongol, Ningxia, Qinghai, Shaanxi, Shandong, Shanxi, Sichuan) ainsi qu'en Corée et au Japon.
L'abricotier est cultivé en Chine depuis 2000 ans. En raison de cette culture ancienne sur de vastes zones à l'ouest et au nord du territoire chinois, il est difficile de déterminer sa distribution d'origine exacte, car on ne peut savoir quelles sont les formes vraiment sauvages et celles échappées des cultures. Yuan et al. (2007) affirment que le centre de diversité de l'abricotier se trouve dans le Xinjiang car ses ressources génétiques y sont très abondantes ; par l'étude de la structure génétique de trois populations de cette province, ils identifient la zone de Kuche comme la possible zone de domestication de l'abricotier.
L'introduction de la culture de l'abricotier au Proche-Orient s'est faite à travers l'Iran et l'Arménie, aux alentours du Ier siècle avant notre ère. Les Grecs puis les Romains ne prirent connaissance de l'abricotier qu'à cette époque. Les Grecs découvrent l'abricot par l'intermédiaire de l'Arménie au Ier siècle Inconnu du temps de Théophraste (aux IIIe et IIe siècles avant J.-C.), ce n'est qu'au Ier siècle qu'on trouve des mentions de ce fruit dans les textes : le médecin grec Dioscoride l'appelle Mêlon armeniakon « pomme d'Arménie » et Pline fait une allusion obscure à une variété portant le nom de praecocium (précoce).
La dénomination en latin scientifique de armeniaca a été utilisée la première fois par le naturaliste suisse Gaspard Bauhin (1560-1624) (dans Pinax theatri botanici). La croyance en une origine arménienne fut entérinée par Carl von Linné qui baptisa l'espèce Prunus armeniaca (1753). Cette erreur s'est perpétuée en Occident jusqu'au XXe siècle. D'après De Candolle (Origine 1882), le botaniste Joseph Decaisne (1807-1882) serait le premier à avoir soupçonné l'origine chinoise de l'arbre. Il avait reçu des échantillons du Dr Bretschneider d'abricots sauvages « des montagnes de Pékin » : « Le fruit est petit... sa chair est jaune rougeâtre, d'une saveur acide, mais mangeable » et d'abricots cultivés aux environs de Pékin, deux fois plus gros et semblables à nos abricots.
C'est seulement au début de notre ère qu'il aborde les rivages de la Méditerranée, quelques centaines d'années après son arrivée en Arménie, et que la culture de l'abricotier est bien établie en Syrie, Turquie (l'Arménie historique), Grèce et Italie. Il fut introduit en Espagne par les Maures après 714.
Les croisés l'ont trouvé en Palestine.
Son introduction en France se serait faite par deux voies :
- d'une part en provenance d'Italie par la vallée de la Loire. Le roi René d'Anjou (1409-1480) qui hérita du royaume de Naples en 1435 ramena d'Italie ce fruitier dans sa région natale, où il prit le nom d'« abricotier » vers 1560 ;
- d'autre part en provenance de Catalogne par le Roussillon. On ne sait pas à quelle époque mais probablement avant le XVe siècle.

Les descendants des abricotiers de la vallée de la Loire, cultivés dans le Vaucluse et la vallée du Rhône, présentent les caractéristiques du phylum européen : une amande douce, l'autofertilité et une faible exigence au greffage. Les descendants de la population d'abricots du Roussillon possèdent eux les caractéristiques du phylum nord-africain : une amande amère, l'autostérilité et de fortes exigences au greffage.

## Description

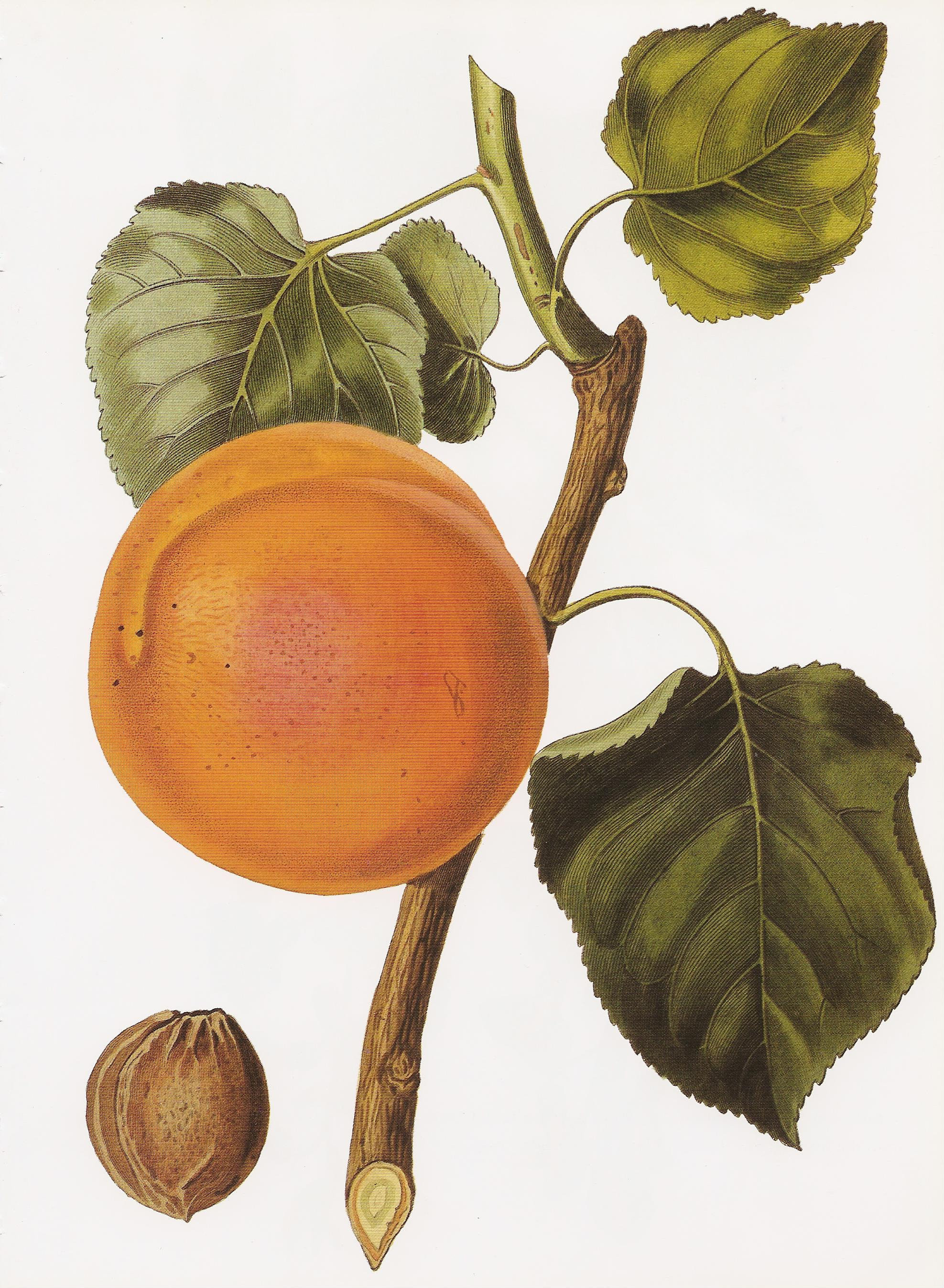
Planche botanique de Prunus armeniaca.

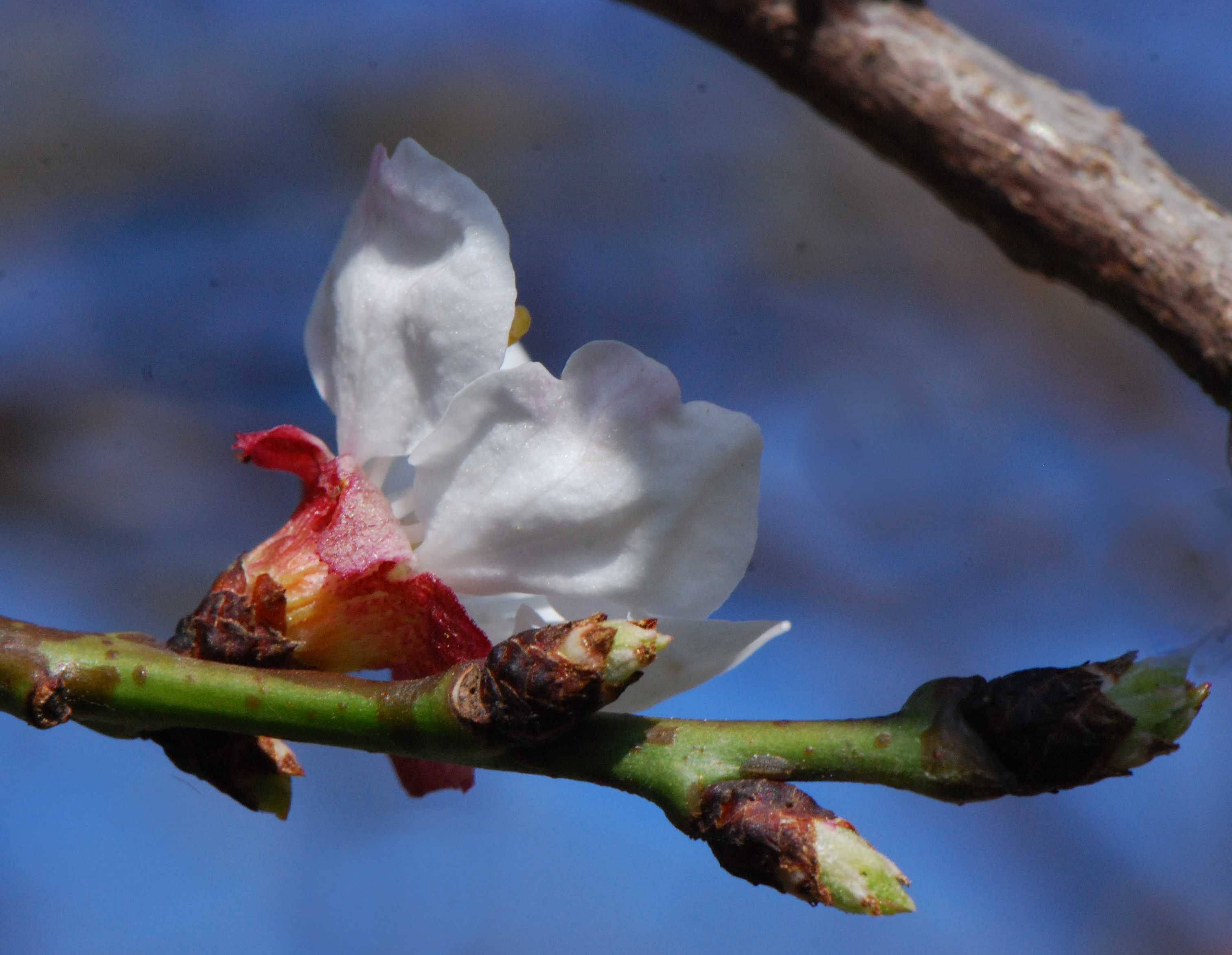
Prunus armeniaca, fleur.

L'abricotier est une espèce vigoureuse : il peut atteindre plus de 6 mètres de hauteur en situation naturelle favorable. Il a tendance à avoir une forte végétation. Le tronc est à écorce craquante brun-noir. Le port peut aller d'une position érigée à une forme retombante presque pleureuse. Il a une croissance sympodiale. Il est multiplié par greffage. Enfin il est caractérisé par une floraison précoce ; ce qui le rend sensible aux gels de printemps.
Les feuilles caduques, alternes ont un limbe de forme elliptique cordiforme, pourvu de stipules, à bord crénelé denté.
Les fleurs, assez grandes, blanches ou rose pâle, apparaissent avant les feuilles. Elles sont pentamères (5 sépales et 5 pétales). Elles possèdent 25 étamines. Le gynécée est unicarpellé à ovaire infère non adhérent, contenant 2 ovules.
Le fruit de forme globuleuse est une drupe comestible à peau veloutée, de couleur jaune orangé. La chair est un parenchyme mou à maturité avec des méats. Le noyau, non adhérent à la chair, contient une amande douce ou amère selon le cas.

## Développement
L'abricotier a une croissance polycyclique. La croissance du rameau est arrêtée par la mort du méristème apical, qui marque alors la fin du cycle et d'une UC (unité de croissance). Le bourgeon situé immédiatement au-dessous prend le relais et une nouvelle UC est constituée. Une à quatre UC sont produites par an selon le climat, la variété et la charge de l'arbre. Au cours des différentes formations, la longueur des UC diminue.
Il existe deux types de rameaux formés :
- Les rameaux courts : ils sont constitués en majorité d'organes préformés (1 seule UC) dans le bourgeon hivernal qui se déploie au printemps. On les appelle aussi bouquets de mai, leur longueur atteint en une année 1,5 à 5 cm. Certaines variétés produisent également des chiffonnes : allongement des entre-nœuds, rameau mesurant 15 à 20 cm.
- Les rameaux longs : ils développent de nouveaux entre-nœuds après la croissance des entre-nœuds préformés dans le bourgeon hivernal. Ils sont composés de plusieurs unités de croissance (4 UC). Ils sont mis en place tout au long de la saison de végétation par vagues successives (rythme de croissance endogène). On distingue les prolongements et les repercements.

### Floraison

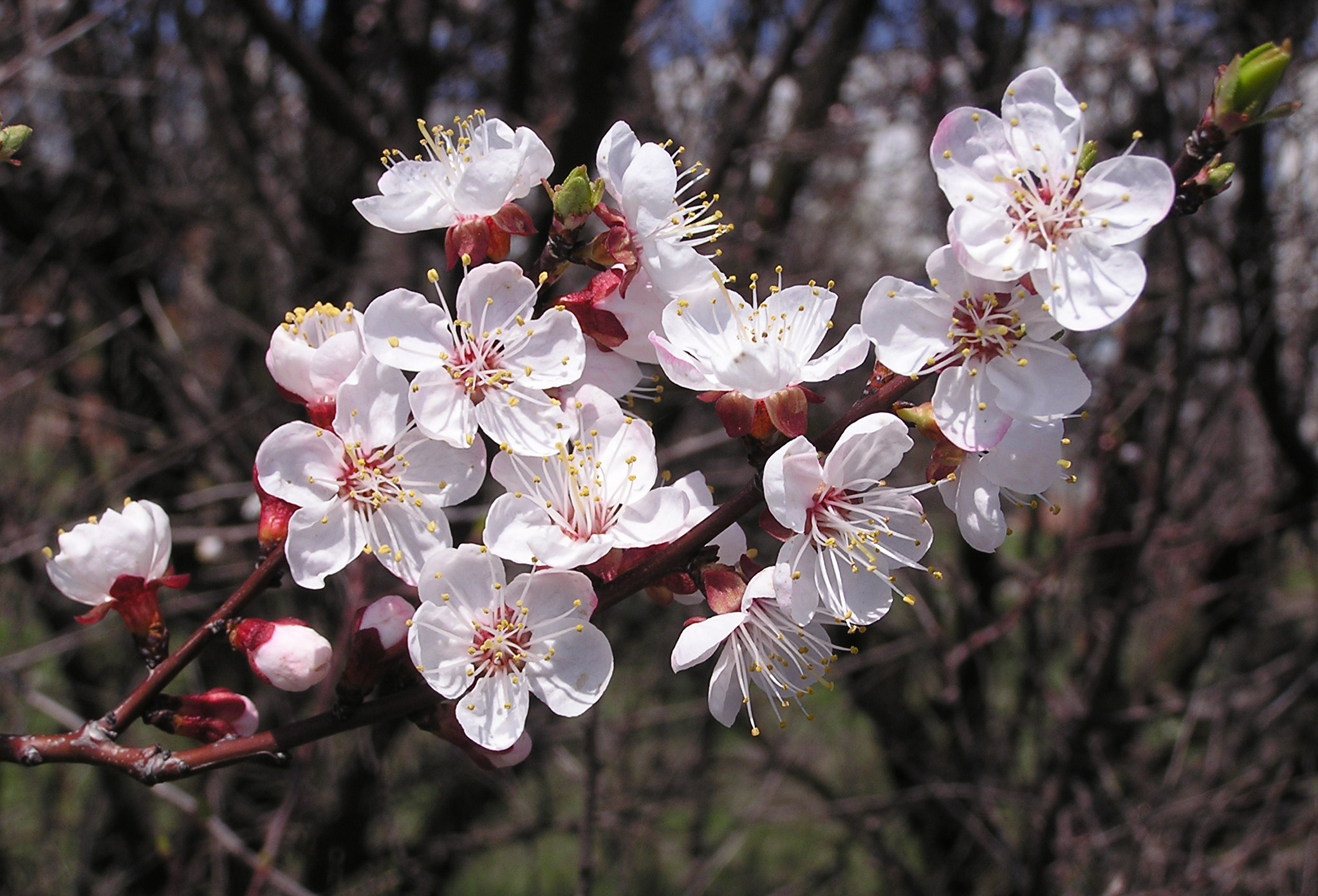
Fleurs d'abricotiers.

Les bourgeons floraux sont situés à côté ou à la place des bourgeons végétatifs, ils ne contiennent en général qu'une seule fleur.
L'induction florale est réalisée au cours de l'année qui précède la floraison. Elle débute en juin et se poursuit jusqu'à la fin de l'été. La différenciation du méristème s'effectue au cours de l'été et dure jusqu'au printemps suivant. Elle ne peut s'opérer que si les réserves glucidiques atteignent un certain niveau. L'induction florale est favorisée par une surface foliaire importante, une photosynthèse active, une croissance modérée et une absence de fruits pour certaines variétés. C'est pourquoi une charge excessive en fruit entraînera une moindre charge de l'arbre l'année suivante.
Les bourgeons floraux entrent en dormance progressivement au cours de l'été. Si les températures hivernales sont trop basses les pièces florales sont nécrosées et il y aura déficience de fructification.

### Pollinisation
La majorité des variétés traditionnelles est autofertile, la déhiscence des anthères se produit avant même l'ouverture de la fleur (fleur cléistogame) ; ce qui ne rend pas la présence d'abeilles indispensable. Mais actuellement, de nombreuses variétés d'origine américaine autostériles sont introduites dans les vergers français et nécessitent la présence d'une variété pollinisatrice adéquate (compatibilité et époque de floraison).

### Fructification
L'abricot se développe à partir de l'ovaire. Après fécondation, l'ovaire reprend une division cellulaire et va grossir ; l'accroissement du calibre suit une courbe qualifiée de double sigmoïde.
La croissance de l'ovaire est divisée en trois phases principales :
- une croissance active pendant six semaines environ où l'endocarpe (coque du noyau) atteint quasiment sa taille finale ;
- une croissance ralentie à partir de fin avril début mai, pendant laquelle le noyau durcit (endocarpe lignifié) et l'embryon se développe ;
- une reprise de la croissance active deux à trois semaines avant la maturation avec accroissement de la taille des cellules (mésocarpe) et des espaces intercellulaires et accumulation de réserves.

La maturation débute une semaine avant la récolte. Le fruit cesse d'accumuler des réserves et commence à les utiliser comme source d'énergie. Cette maturation correspond au début de la phase climactérique : la respiration des fruits et les échanges gazeux augmentent de façon importante. La durée de cette période varie en fonction des variétés et des conditions climatiques.

## Exigences agronomiques

### Le sol
L'abricotier est tolérant vis-à-vis de la nature du sol. Cependant, il craint les argiles profondes et les terres froides et humides (asphyxie des racines). Il supporte des sols à dose élevée de calcaire actif. Il s'accommode aussi de terres caillouteuses mais il préfère les terrains légers, chauds et perméables à pH voisin de la neutralité.

### Le climat
L'abricotier est un arbre de climat continental supportant des températures hivernales de –20 °C. Il craint les fluctuations thermiques précoces (risque de destruction des organes floraux et accroissement de la sensibilité aux champignons).
La quantité d'eau disponible par l'arbre a une incidence directe sur la croissance de la végétation qui induit de ce fait le potentiel et la qualité de la récolte produite ainsi que sur la préparation de la future production. Par conséquent l'utilisation de l'irrigation devient un outil indispensable en culture intensive et un facteur économique important. La consommation augmente de façon régulière jusqu'à juin, se stabilise puis diminue en fin de saison. La phase critique de sensibilité à la sécheresse se situerait entre le début du durcissement du noyau (mi-mai) et la récolte.
Une alimentation hydrique excessive peut favoriser le calibre des abricots aux dépens de la qualité gustative, de la fermeté, et parfois de la présentation (augmentation de la fragilité, problèmes d’éclatement…).

## Culture
L’abricotier est une espèce de climat chaud, qui prospère vraiment sous climat méditerranéen, cependant il est rustique jusque dans le nord de la France et produit bien en région parisienne. Il est capable de résister à des températures allant jusqu’à - 30 °C mais il est très sensible aux froids printaniers qui peuvent contrarier la floraison (très précoce) ou la nouaison des fruits.

### Multiplication

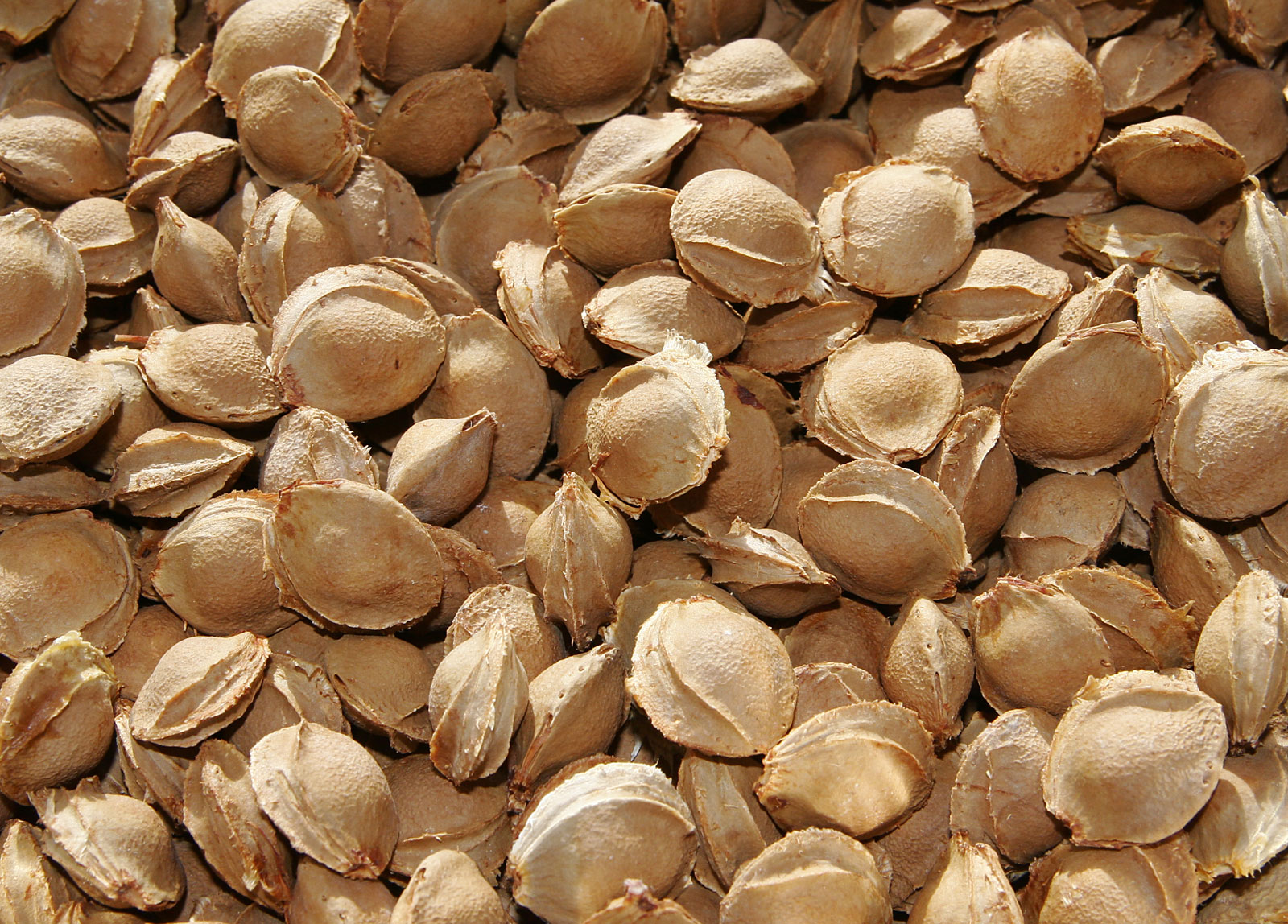
Les noyaux d’abricots peuvent être semés immédiatement après leur consommation en terrain légèrement humide. Ils germeront au début du printemps suivant.

- Semis pour les porte-greffes et quelques variétés anciennes se reproduisant assez fidèlement (abricot Alberge, abricot de Hollande).
- Greffage sur abricotier ou pêcher fin août, sur amandier ou prunier fin juillet.
- Semis direct du noyau dans du sable humide.

### Taille
Elle est destinée à assurer un bon équilibre entre la croissance végétative et la fructification. Les objectifs sont :
- de constituer une structure de branches maîtresses (tronc, charpentières et sous-mères) ;
- d’assurer une mise à fruit progressive et régulière, de belle présentation et de bon calibre ;
- de permettre un bon renouvellement des ramifications.

La taille pratiquée actuellement en production est une taille dite « longue » (préservation du prolongement) puisqu'elle procède à l'allongement des extrémités des charpentières. Celles-ci sont étagées et laissées entières, elles comportent 1 à 2 sous-mères, les rameaux trop vigoureux sont supprimés et les branches vieillissantes ou qui s'allongent trop sont raccourcies afin de préserver le renouvellement des ramifications. Les charpentières ont ainsi une forme pyramidale bien équilibrée qui laisse pénétrer la lumière jusqu'à la base.
La taille en vert (d'été) qui consiste à sectionner les tiges trop vigoureuses permet en particulier d'améliorer l'ensoleillement des fruits et d'assurer un meilleur séchage de ceux-ci et ainsi les rend moins sensibles aux maladies de conservation.
La taille de fructification est réalisée l'été et doit permettre de choisir les rameaux qui vont porter les fruits l'année suivante (rameaux courts, brindilles ou bois d'un an) afin de réduire la charge, de produire des fruits plus gros et de limiter l'alternance. L'époque et l'importance des tailles doivent être propres à la variété.

### Éclaircissage
L'opération consiste à supprimer une partie des fruits sur des rameaux en surcharge afin de limiter le phénomène d'alternance, d'obtenir des fruits de bon calibre et un bon équilibre de l'arbre. En supprimant les fruits trop proches (ou même en grappes), on augmente leur aération, les fruits sont alors moins sensibles à l’oïdium, aux attaques de forficules qui recherchent les endroits sombres et surtout aux champignons pathogènes qui provoquent des pourritures sur l’arbre et des maladies de conservation.
L'intensité d'éclaircissage est modulée selon la variété et les objectifs de production. Généralement on laisse deux fruits sur rameau court et environ un fruit tous les 5 à 6 centimètres sur les rameaux longs avec un éclaircissage plus sévère à son extrémité.
L'éclaircissage manuel offre la meilleure efficacité mais d'autres moyens sont employés et peuvent être combinés : éclaircissage à la fleur (manuel ou à l’aide d’une brosse), éclaircissage mécanique à la canne vibrante, l'utilisation de la pince à olive ou encore le sécateur. En ce qui concerne l'éclaircissage chimique, aucune matière active n'est à ce jour efficace malgré les nombreuses recherches entamées.

### Maladies
Les trois principales maladies touchant l’abricotier sont dues à un virus et à des bactéries. Elles sont décrites ici par ordre d’importance économique décroissante :
- La sharka est causée par le Plum pox virus. Les dégâts causés sont variables, ils peuvent aller de la simple baisse de rendement à une importante déformation des fruits ainsi rendus inaptes à la commercialisation. Elle peut se transmettre lors du greffage de matériel non certifié, ou par de nombreuses espèces de pucerons vecteurs telles que le puceron vert du pêcher (Myzus persicae).
- L'enroulement chlorotique de l'abricotier est une maladie à phytoplasmes (bactéries sans paroi). L’agent pathogène, 'Candidatus Phytoplasma prunorum', se multiplie dans les tubes criblés qu’il obstrue s’il est présent en trop grande quantité, conduisant à la mort de l’arbre par dépérissement (progressif) ou apoplexie (brutale). En hiver, il peut causer un débourrement très précoce des bourgeons (janvier ou février) avec une feuillaison anticipée. Au printemps, la croissance végétative est affaiblie (entre-nœuds courts, levée d’inhibition des bourgeons axillaires), les feuilles présentent une chlorose inter-nervaire et commencent à s’enrouler sur elles-mêmes. En été, les fruits se développent anormalement et chutent avant maturité.
- Les dommages causés par la « bactériose » regroupent deux maladies, le chancre bactérien causé par les bactéries Pseudomonas syringae pv. Syringae et Pseudomonas mors prunorum et les taches bactériennes causées par Xanthomonas campestris pv. pruni. Elles se traduisent par des attaques estivales sur les rameaux et sur les fruits en pénalisant la croissance de la plante et en altérant la qualité de la production. Elles pénètrent l’arbre par des blessures et profitent d’un temps froid et humide pour infecter l’arbre étant donné que ce sont des bactéries glaciogènes (autrement dit, plus il fait froid, plus elles sont actives). À la fin de l’hiver, des taches noires et huileuses sont présentes autour des bourgeons, sur les charpentières et les rameaux. Au printemps, certaines branches ne débourrent pas, d’autres émettent des pousses qui flétrissent après une croissance variable ; en été, des chancres apparaissent.

### Ravageurs
L’abricotier est soumis à trois principaux ravageurs :
- La Petite Mineuse (Anarsia lineatella) : Ce sont les chenilles qui provoquent le plus de dégâts. Elles creusent des galeries dans les jeunes pousses d’abricotier qui se recourbent et se dessèchent en laissant exsuder des gouttelettes de gomme. Une chenille peut de cette manière parasiter successivement quatre à cinq rameaux. Elles peuvent également pénétrer dans les fruits.
- Le Forficule (Forficula auricularia L.) : Les forficules provoquent principalement des dégâts sur fruits. Ils entament l’épiderme des abricots. Ces morsures donnent des plages rongées plus ou moins étendues, souvent parsemées de déjections de l’insecte, qui sont la porte d’entrée à certains champignons responsables de maladies de conservation (Monilia, Alternaria). Les forficules fuient la lumière (lucifuges). Ils restent cachés pendant le jour dans le sol ou sous tout élément qui peut donner de l’ombre et maintenir une certaine humidité.
- Le Puceron (Hyalopterus pruni et Myzus persicae) : Les piqûres des pucerons provoquent un recroquevillement des feuilles sous lesquelles ils s’abritent ; les jeunes pousses végètent et se déforment ; les fruits se développent mal et si les attaques sont importantes ils se dessèchent et chutent. Myzus persicae (le puceron vert du pêcher) se rencontre assez fréquemment sur abricotier et est nuisible en tant que vecteur de maladies à virus, principalement la Sharka.

## Caractéristiques
- Organes reproducteurs[9] :
  - Type d’inflorescence : corymbe
  - répartition des sexes : hermaphrodite
  - Type de pollinisation : entomogame
  - Période de floraison : février à avril
- Graine :
  - Type de fruit : drupe
  - Mode de dissémination : endozoochore
- Habitat et répartition :
  - Habitat type : matorrals méditerranéens
  - Aire de répartition : introduit (Asie centrale)

## Utilisation
L’abricotier est cultivé essentiellement pour son fruit, plus rarement pour son bois (lequel est par exemple traditionnellement employé dans la fabrication d'instruments de musique tels que le duduk ou le blul). Son amande est également consommée dans certains pays.
Le fruit peut être consommé frais mais sa saison est brève et sa conservation très courte.
Il est aussi transformé (en pâtisserie, confiture, compote, conserve - fruits au sirop) ou séché.
De son noyau, on tire des liqueurs comme le Noyau de Poissy ou l’amaretto.
C’est aussi un arbre d’ornement pour sa floraison printanière.

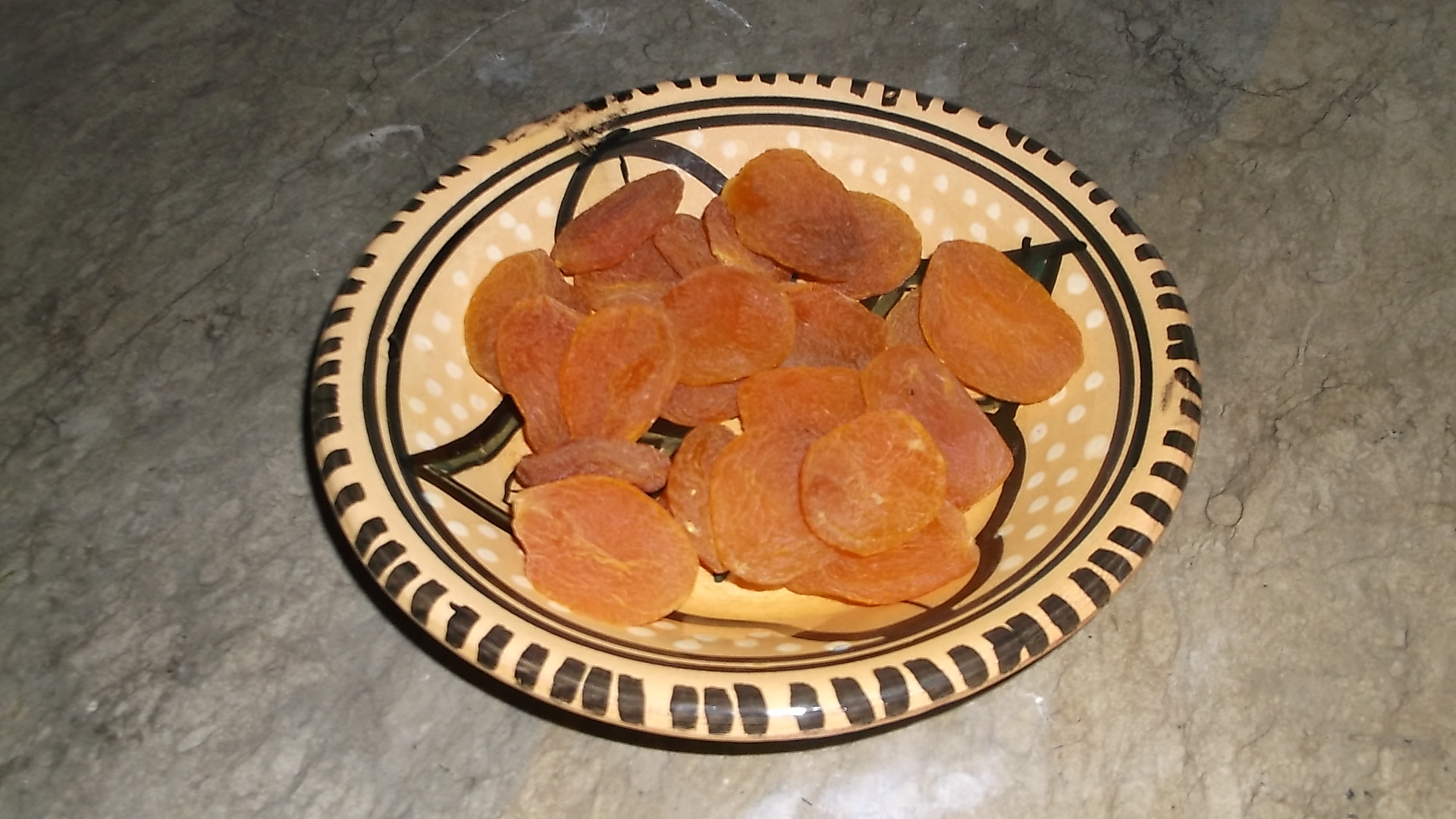
Abricots secs.

## Principales variétés
| Quelques variétés d'abricotier (Prunus armeniaca) (voir pommier.com) |              |                                                                                           |
| Variété                                                              | Taille       | Qualité gustative                                                                         |
| Précoces : juin-juillet                                              |              |                                                                                           |
| Orangered                                                            | gros         | fruit orange cuivré orné de plaques rouges                                                |
| Bulida                                                               | gros         | fruit à chair ferme, craint le froid (à réserver pour le sud)                             |
| Précoce de Saumur                                                    | moyen        | fruit coloré, fondant, parfurmé                                                           |
| Précoce de Boulbon                                                   | moyen à gros | fruit jaune, tacheté de rouge, parfumé                                                    |
| Ampuis abricot de Hollande, de Breda                                 | petit        | fruit rouge du côté ensoleillé, peu juteux                                                |
| Luizet Suchet, du clos                                               | gros         | fruit orangé et pourpre du côté ensoleillé, ferme, sucré-acidulé, pour climat continental |
| Polonais orangé de Provence                                          | gros         | chair fine, fondante                                                                      |
| Rouge du Roussillon                                                  | moyen        | fruit ferme, fondant, sucré, pour le Sud de la France                                     |
| Tardifs                                                              |              |                                                                                           |
| Alberge de Montgamé                                                  | moyen à gros | floraison tardive ; fruit jaune, chair très fine, peu juteuse                             |
| Poman rosé Blanc rosé                                                |              | fin juillet ; ancienne variété de la région d'Apt, pour la fabrication de fruits confits  |
| Bergeron                                                             | gros         | fruit jaune safran, coloré de rouge                                                       |
| Pêche de Nancy                                                       | gros         | fruit orangé, chair presque jaune, tendre                                                 |
| Royal (du Luxembourg)                                                | gros         | fruit jaune pâle, piqueté de rouge, fondant                                               |
| Sucré de Holub                                                       |              | fruit jaune pâle, chair très fine, fondante                                               |
| Harogem                                                              |              | fruit orangé, chair ferme                                                                 |

## Production

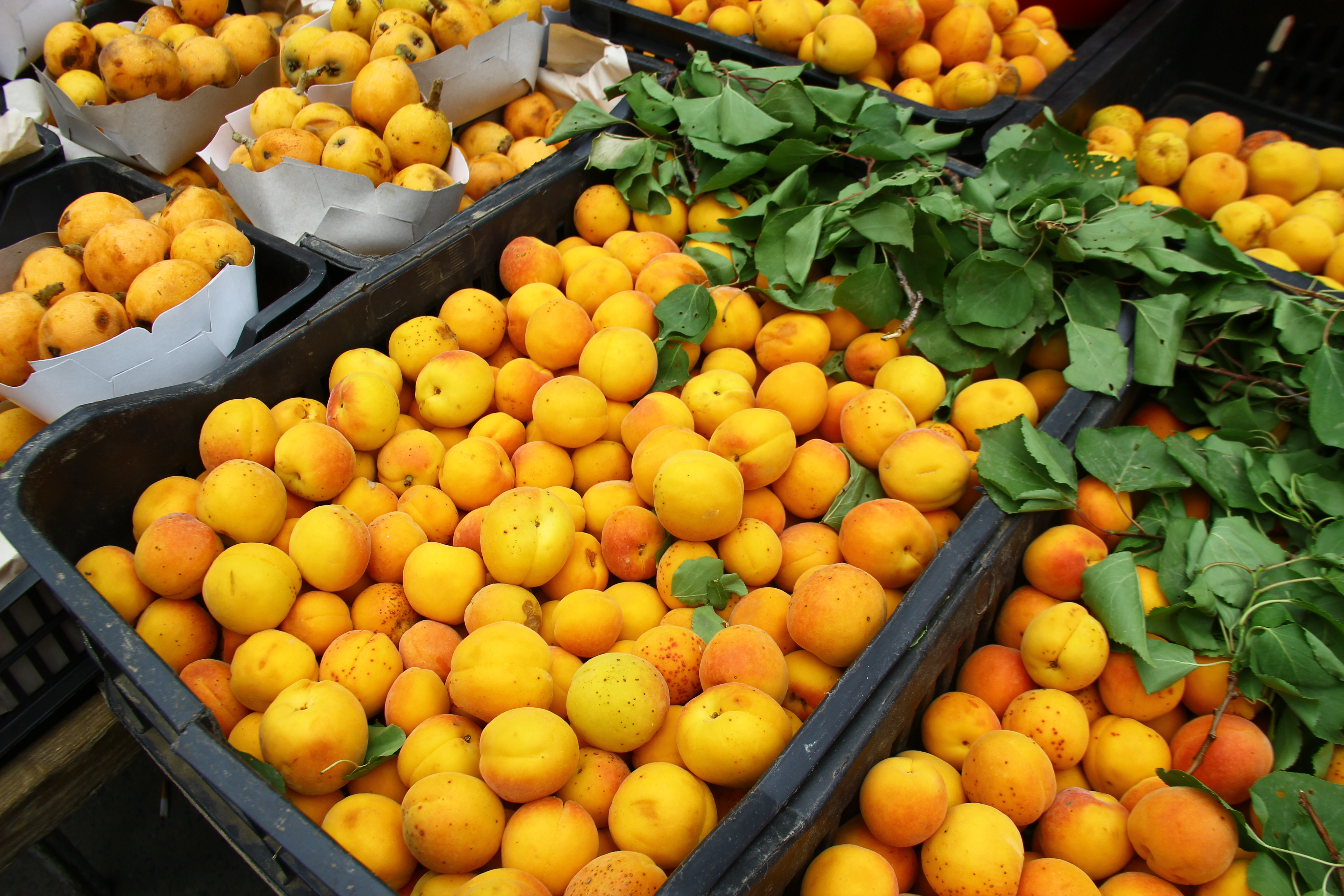
Abricots au marché de la Casbah d'Alger.

### Dans le monde
La production mondiale d'abricots a été d'environ 2,6 millions de tonnes en 2004. Un tiers de cette production provient de l'Europe et un tiers en provenance du Proche-Orient.
La Turquie est le premier producteur mondial avec 16 % du volume total. La majorité de cette récolte est destinée au séchage, marché sur lequel ce pays a le quasi-monopole. Viennent ensuite l’Iran, l’Italie et enfin la France avec environ 160 000 tonnes produites en 2004.

### En Europe
- En Espagne, la production d’abricot est concentrée sur la façade méditerranéenne dans les zones de Valence et de Murcie, même s’il existe une petite production en Aragon mais aussi dans le centre. Valence est une zone de production précoce dont les produits sont majoritairement destinés au marché du frais et à l’exportation. Les accidents climatiques à répétition, quelques problèmes sanitaires et le faible taux de rénovation de ce verger en font une zone en déclin pour ce produit.
- En Grèce, la production d’abricots est plutôt concentrée en Crète, en Thessalie et dans le Péloponnèse. Les vergers sont traditionnels et la variété Bébéco y est très majoritaire, notamment grâce au fait qu’elle est aussi bien adaptée au marché du frais que de l’industrie. Ces dernières années, la production grecque a fortement oscillé entre son optimum et des niveaux de production faibles à cause de problèmes climatiques.
- La production italienne d’abricots se situe principalement dans le Sud, dans les zones de Campanie, de Basilicate et de Calabre. Dans le Nord on retrouve également une production traditionnelle en Émilie-Romagne, notamment dans la région de Forli et d’Imola.
- Enfin en France, la filière arboricole a investi fortement dans les années 1990 dans l’abricotier en mettant en place de nouvelles variétés pour diversifier des exploitations trop axées sur la production de pêches et de nectarines. Malgré quelques échecs au niveau du matériel végétal, les résultats ne se sont pas fait attendre et la France est devenue un pays leader sur le marché européen.

### En France
En 2013, la production française d'abricots représente 2531 exploitations agricoles d'au moins 1 hectare pour 12 767 ha cultivés. Elle se concentre essentiellement dans les régions Rhône-Alpes (54 % de la surface nationale), Languedoc-Roussillon (30 %) et Provence-Alpes-Côte d'Azur (13 %). 36 % est commercialisé en organisation de producteurs (OP), 54 % par un intermédiaire privé, 2,5 % en vente directe, 0,8 % est vendu à des transformateurs (confituriers par exemple). 2,1 % est commercialisé en agriculture biologique. En 2016, la production française représente 12 177 ha pour 113 257 tonnes récoltées. Le rendement est assez aléatoire d'une année sur l'autre, la moyenne nationale est par exemple de 9 300 kg/ha en 2016 et de 13 100 kg/ha en 2017.
Les variétés cultivées sont essentiellement l'Orangé de Provence (ancienne variété des Barronnies originellement nommée polonais), le Bergeron, l'Orangered (variété créée aux États-Unis), le Bergarouge et les Abricots rouges du Roussillon (Appellation d'origine protégée comprenant 4 variétés locales : Rouge du Roussillon, Héléna du Roussillon, Gâterie et Royal du Roussillon.